# Blomblad för vinden
Blomblad för vinden (originaltitel: Flowers in the Attic) är en amerikansk långfilm från 1987 i regi av Jeffrey Bloom. Filmen är baserad på boken Vindsträdgården av Virginia C. Andrews.

## Handling
När Corrines man omkommer i en bilolycka måste hon ensam ta hand om sina fyra barn. Hon tar med sig barnen till sina föräldrars herrgård för att bo där. Hennes pappa är förmögen och döende, och Corrine hoppas på att få ärva. Barnen blir genast inlåsta i ett rum på vinden, då Corrines föräldrar inte tyckt om hennes äktenskap - hon gifte sig med sin farbror. Med tiden bryr sig Corrine allt mindre om sina barn och tänker mer och mer på sig själv och på förmögenheten hon kan komma att ärva. Hon är beredd att gå hur långt som helst för att få pengarna och inte ens mord är uteslutet.

## Om filmen
Virginia C. Andrews har själv en liten roll i filmen och spelar en fönsterputsare. År 2014 hade en till film, med titeln Flowers in the Attic, baserad på samma bok premiär. Denna version är dock gjord för TV.

## Rollista i urval
- Louise Fletcher - Mormor
- Victoria Tennant - Corrine
- Kristy Swanson - Cathy
- Jeb Stuart Adams - Chris
- Ben Ryan Ganger - Cory
- Lindsay Parker - Carrie